# 法人事業概況説明書
法人事業概況説明書（ほうじんじぎょうがいきょうせつめいしょ）は、法人が、法人税法74条に基づき、各事業年度に税務署に提出する書面の一つ。

## 概要
- 税務署が法人の業務・業況などを毎年把握する為、各法人にて作成および提出させる書面。
- 長らく任意提出だったが、平成18年税制改正（法人税法施行規則第35条）により提出が義務化された（清算中を除く）。
  - ただし、提出はあくまで「努力義務」であり、税務署へ提出を拒んでも罰則は無い。
- 平成22年税制改正により、出資関係図（グループ法人税制の対象となる関係会社がある場合）の添付が加わった。

## 記載内容
- 法人事業概況説明書では、法人名、納税地、事業内容、支店、海外取引状況、期末従業員数の状況、電子計算機の利用状況、経理の状況、株主又は株式所有異動の有無、主要科目など所定の書式に従い記載。
- 出資関係図には、出資関係を系統的に記載した図とグループ一覧を適宜の様式に記載。